# Heptathela yaginumai
Heptathela yaginumai är en spindelart som beskrevs av Ono 1998. Heptathela yaginumai ingår i släktet Heptathela och familjen ledspindlar. Inga underarter finns listade i Catalogue of Life.